# Bilal Kısa
Bilal Kısa (Merzifon, 22 giugno 1983) è un ex calciatore turco, di ruolo centrocampista.

## Carriera

### Club
Ha sempre giocato nel campionato turco.

### Nazionale
Ha esordito con la Nazionale turca nel 2006.

## Palmarès

### Competizioni nazionali
- Supercoppa di Turchia: 1

Akhisar Belediyespor: 2018